# Radio Nacional de España
Radio Nacional de España (RNE) es la división de la Radiotelevisión Española que se encarga de la gestión directa del servicio público de radiodifusión nacional en España. Opera seis emisoras de radio: cuatro que abarcan todo el territorio nacional; Ràdio 4, que se sintoniza únicamente en Cataluña, y Radio Exterior de España, disponible para el resto del mundo, que emite, además de en las lenguas cooficiales españolas, en portugués, francés, inglés y judeoespañol.
Por su parte, Radio Nacional (también abreviada como RNE) es la emisora generalista pública de Radio Nacional de España. Es la cuarta emisora de radio generalista más escuchada del país, con 847 000 oyentes, según la segunda oleada del Estudio general de medios de 2024. Se puede sintonizar a través de la radio AM, radio FM, televisión digital terrestre, transmisión digital de audio, internet y aplicación para dispositivos móviles.

## Cadenas
En la actualidad, Radio Nacional de España está conformada por siete cadenas de radio:
- Radio Nacional: programación generalista (tradicionalmente se la denominó Radio 1, marca con la que funcionó durante muchos años).
- Radio Clásica: emisora de música clásica.
- Radio 3: programación cultural, social y de música alternativa.
- Ràdio 4: programación generalista en catalán.
- Radio 5: canal de información continua.
- Radio Exterior de España: servicio público exterior.
- RNE Autonómica: Emisora generalista con más o menos desconexiones estos podrán ser en idioma autonómico (Andalucía, Aragón, Islas Baleares, Canarias, Cantabria, Castilla-La Mancha, Castilla y León, Cataluña, Comunidad de Madrid, Comunidad Foral de Navarra, Comunidad Valenciana, Extremadura, Galicia, País Vasco, Principado de Asturias, Región de Murcia, La Rioja y Norte África (Ceuta, Melilla, Islas Alhucemas, Islas Chafarinas, Isla de Perejil, Peñón de Vélez de la Gomera y territorios que es su día pertenecieron a España: Sahara español, Protectorado español de Marruecos))

Canales suplementarios:
- RNE se encarga de la difusión en DAB de Suspilne Ukraine desde el 13 de febrero de 2023.[4][5]
- RNE dispone del canal de TDT RNE para todos, que reemite la señal de Radio Nacional subtitulada para personas sordas. Inició sus pruebas el 27 de septiembre de 2024 y sus emisiones oficiales el día 30.[6]

## Historia

### Orígenes (1937-1939)
La Radio Nacional de España fue fundada por el militar José Millán-Astray en Salamanca el 19 de enero de 1937, en plena guerra civil española, adoptando el adjetivo «nacional» del bando sublevado y dependiendo de la recién creada Delegación del Estado para Prensa y Propaganda. Sus estudios estaban en el palacio de Anaya de la capital salmantina, sede de la Oficina de Prensa y Propaganda, cuyos primeros directores lo fueron asimismo de Radio Nacional de España.
La primera emisión se lanzó al aire desde un frontón ya desaparecido, situado en la manzana comprendida entre las actuales calles de Salamanca denominadas paseo de Carmelitas, Nueva de San Bernardo y avenida de Filiberto Villalobos. Su primer director fue el periodista Jacinto Miquelarena. El primer emisor con una potencia de veinte quilovatios (20 kW), de la marca Telefunken fue un regalo de la Alemania nazi al Estado nuevo franquista. En estos momentos se empieza a conocer el inmenso potencial propagandístico de la radio, que sería ampliamente explotado por los dos bandos enfrentados en la contienda civil.
A partir del 14 de junio de 1937, Radio Nacional de España asume las funciones de cabecera de la radio del bando sublevado. Hasta esa fecha esa función la había venido desempeñando Radio Castilla de Burgos, la cual elaboraba la información y la propaganda que obligatoriamente debían emitir todas las emisoras que iban cayendo en manos de los sublevados a la Segunda República.
Durante los primeros años de la Segunda Guerra Mundial, hasta el desembarco aliado en Italia en 1943 y el revés alemán en Estalingrado, Radio Nacional de España colaboró con las potencias del Eje retransmitiendo los noticiarios en español de las radios oficiales alemana e italiana.

### Dictadura franquista (1939-1975)
La gestión de la radiodifusión estatal (en la figura de Radio Nacional de España) será un asunto espinoso durante la dictadura franquista debido a la importancia que se le asignaba a esta actividad. De esta forma, Radio Nacional de España dependerá de la Subsecretaría de Prensa y Propaganda (dependiente del Ministerio de Gobernación) del 31 de mayo de 1940 al 20 de mayo de 1941. La remodelación ministerial del 20 de mayo de 1941 supondrá la creación de la Vicesecretaría de Educación Popular que dirigirá el proyecto de radiodifusión del franquismo hasta 1945. En ese año se creará la Subsecretaría de Educación Popular en el Ministerio de Educación Nacional el 27 de julio de 1945 que será la nueva encargada de la gestión de Radio Nacional. El último cambio se producirá en 1951 con la creación del Ministerio de Información y Turismo que será el organismo gestor de la radio (y la futura televisión) durante el resto de vigencia del régimen.
El control de la radiodifusión no terminaba en lo burocrático. Una vez terminada la guerra civil española, Francisco Franco dictó una orden el 6 de octubre de 1939 por la que sometía a censura previa de Falange Española Tradicionalista y de las Juntas de Ofensiva Nacional-Sindicalista la programación de las emisoras privadas de radio y además otorgaba a Radio Nacional de España la exclusiva de los servicios informativos. Como consecuencia de esta orden, todas las emisoras tanto públicas como privadas, debían conectar con Radio Nacional de España para transmitir los diarios hablados elaborados por la cadena oficial. Estos diarios hablados, normalmente uno a mediodía y otro por la noche, eran conocidos como «el parte», término de reminiscencia militar que recordaba los partes de guerra. Tanto es así que se iniciaban con el toque de atención de un cornetín de órdenes, y más adelante con una adaptación de una llamada militar a reunión del siglo XV (la llamada «Generala», que se hizo famosa) y finalizaban con otro, seguido por la invocación «Gloriosos caídos por Dios y por España. ¡Presentes!» y a continuación el Himno Nacional.
En esta situación la única información distinta de la oficial, a la que podían acceder los españoles, eran los informativos en español de la BBC, Radio Francia Internacional o los de Radio España Independiente, conocida como La Pirenaica, una emisora creada por el Partido Comunista de España con sede en Bucarest (Rumanía).
Aunque ya desde los tiempos de la guerra civil se habían venido efectuando diversas emisiones para el exterior en varios idiomas, hasta abril de 1945 no se instala el centro emisor de onda corta de Arganda del Rey (Madrid) dotado con un emisor de 40 kW, muy potente para la época, cuando el servicio exterior adquiere gran importancia, con emisiones tanto en español como en inglés, especialmente destinadas a América.
A partir de este momento se inicia un lento caminar de la radio pública española, motivado por la penuria de medios, por una parte, y el bloqueo internacional por otra, y que impediría hasta 1955 el ingreso de Radio Nacional de España en la Unión Europea de Radiodifusión (UER).
A finales de los años 1950 y principios de los 1960 comienzan a introducirse avances técnicos como la Frecuencia Modulada (FM) y las emisiones estereofónicas.
En 1964 se produce la primera gran reestructuración de Radio Nacional de España. Se crea una red de centros emisores territoriales dotados de potentes emisores de onda media, con potencias entre 250 y 500kW que permiten una cobertura total del territorio nacional y en condiciones aceptables de buena parte de Europa. Estos centros normalmente emiten la misma señal, al estar interconectados con los estudios centrales de Madrid, aunque también disponen de estudios en sus cabeceras territoriales para emitir información propia en determinados intervalos horarios.
En noviembre de 1965 aparecía el segundo programa, que vendría a denominarse Radio 2 (desde 1994, Radio Clásica) a través de una red de emisoras en FM dedicado especialmente a la música, aprovechando las especiales cualidades que para ello ofrece este método de transmisión.
También se crea una cadena paralela de carácter comercial, denominada Radio Peninsular (desaparecida en 1973, a excepción de su emisora de Barcelona en 1984).

### Transición española(1975-1989)
En 1971 Radio Nacional de España inaugura un nuevo centro emisor de onda corta para el servicio exterior. Este nuevo centro que supera con mucho al de Arganda, se sitúa en la localidad toledana de Noblejas. Este servicio denominado Radio Exterior de España sufriría en 1975 una profunda reorganización, potenciándose las emisiones con destino a los españoles en todo el mundo y suprimiéndose las emisiones en lenguas eslavas que hasta entonces se venían transmitiendo con destino a los países tras el Telón de acero.
Con la llegada de la democracia se producen diversos cambios. Uno de ellos es la supresión el 25 de octubre de 1977 de la obligación de conexión de las emisoras privadas con Radio Nacional de España para la emisión de sus diarios hablados. A partir de entonces cada emisora era libre de elaborar los contenidos de sus propios informativos.
En 1979 se extiende a toda España el tercer programa, denominado Radio 3 a partir de entonces, que había venido funcionando desde 1953 solo en Madrid, con contenidos educativos y culturales y que fue ampliando su programación a temas musicales.
De forma paralela a las emisoras privadas y a las de Radio Nacional de España, durante la dictadura habían venido funcionando otras cadenas semioficiales (autorizadas), pertenecientes a la Cadena de Emisoras Sindicales (C.E.S.), al Movimiento, Red de Emisoras del Movimiento y a la Organización Juvenil, Cadena Azul de Radiodifusión.
Disueltas las cadenas, sus emisoras se engloban el año 1981 en una sociedad estatal denominada Radio Cadena Española (R.C.E.) No obstante, algunas de estas emisoras tuvieron que ser clausuradas al no estar sus frecuencias comprendidas entre las asignadas a España en los convenios internacionales de distribución del espectro radioeléctrico.
Además, en el año 1981 se dejó de emitir el tradicional rezo del ángelus, el cual se sustituyó por unas campanadas y un mensaje avisando de que era la hora del ángelus, esta vez sin el Avemaría de Franz Schubert ni el texto del rezo.

### Democracia (1989-2007)

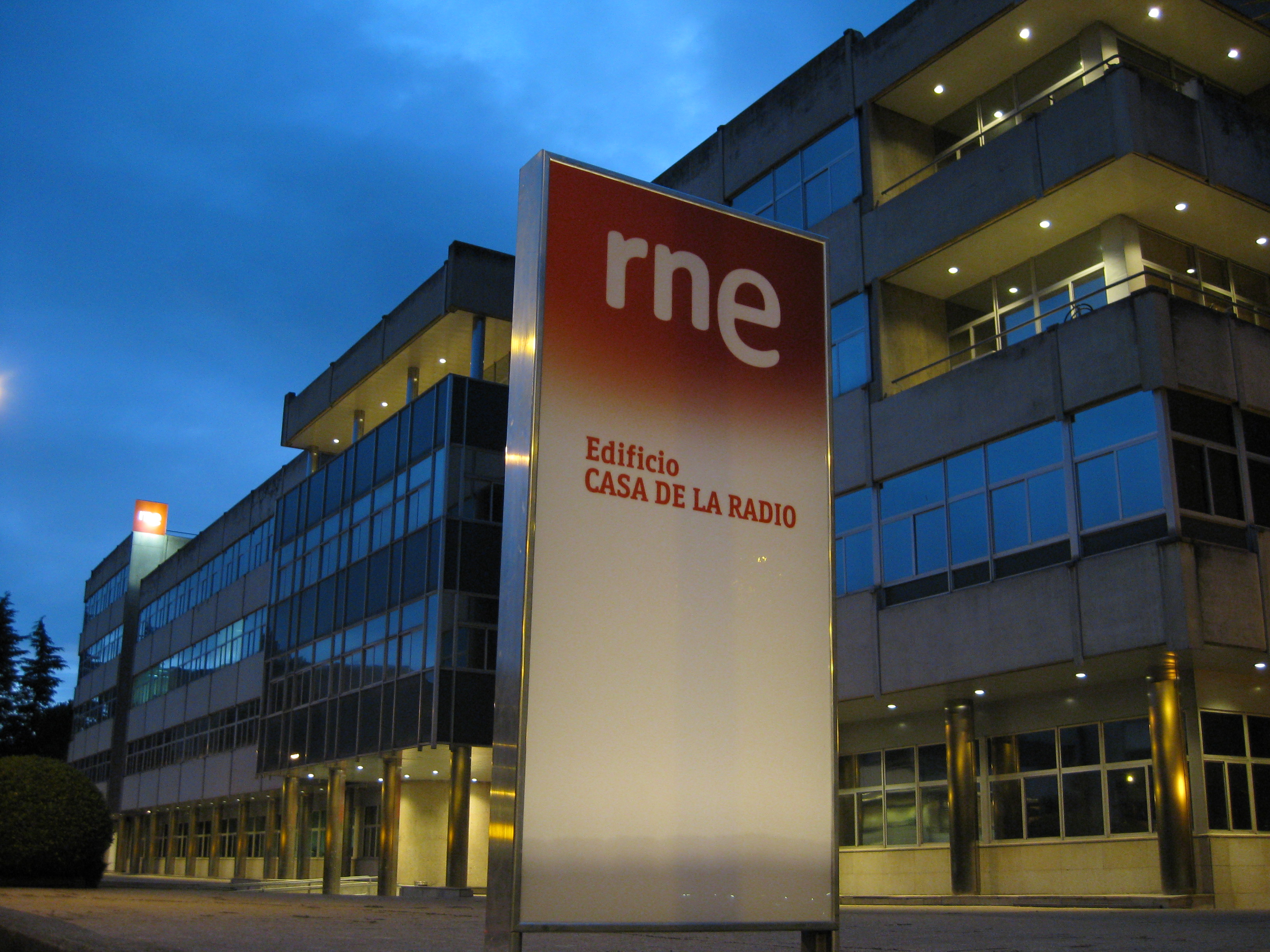
Casa de la Radio, Prado del Rey. Sede de RNE en Pozuelo de Alarcón, Madrid.

En 1989 las 70 emisoras de Radiocadena Española se fusionaron bajo una única marca, Radio Nacional de España, convirtiéndose en Radio 4 de RNE, una cadena de 24 emisoras en frecuencia modulada de ámbito autonómico. Su elevado coste económico y su escasa audiencia fue la causa de su desaparición a las 20.00 horas del 24 de julio de 1991 al conectar con Radio 1 (desde 2008 Radio Nacional de RNE). Excepcionalmente, la emisora Radio 4 de RNE en Sevilla se mantuvo en antena hasta la clausura de la Exposición Universal de Sevilla de 1992, mientras que Ràdio 4 mantuvo sus emisiones en Cataluña.
En 1989 las 46 emisoras restantes de la extinta Radiocadena Española formaron Radio 5, una cadena de ámbito local y de marcado carácter comercial. Su escasa rentabilidad provocó su definitiva reconversión el 18 de abril de 1994 en radiofórmula informativa añadiéndole el sobrenombre Todo Noticias.
Con la extinción del Ente Público RTVE y el nacimiento de la Corporación RTVE el 1 de enero de 2007, Radio Nacional de España entró en estado de disolución-liquidación como sociedad mercantil estatal.

## Estatutos
Radio Nacional de España fue hasta el 1 de enero de 2007 una sociedad mercantil estatal, financiada en su totalidad por los Presupuestos Generales del Estado.
Desde 1973 estuvo integrada en el Ente Público RTVE, que cambió en 2007 su denominación a Corporación RTVE, regulada en la Ley 17/2006 de 5 de junio, de la radio y la televisión de titularidad estatal y el Real Decreto 15/2012, de 20 de abril, que modificó el régimen de administración de la Corporación.

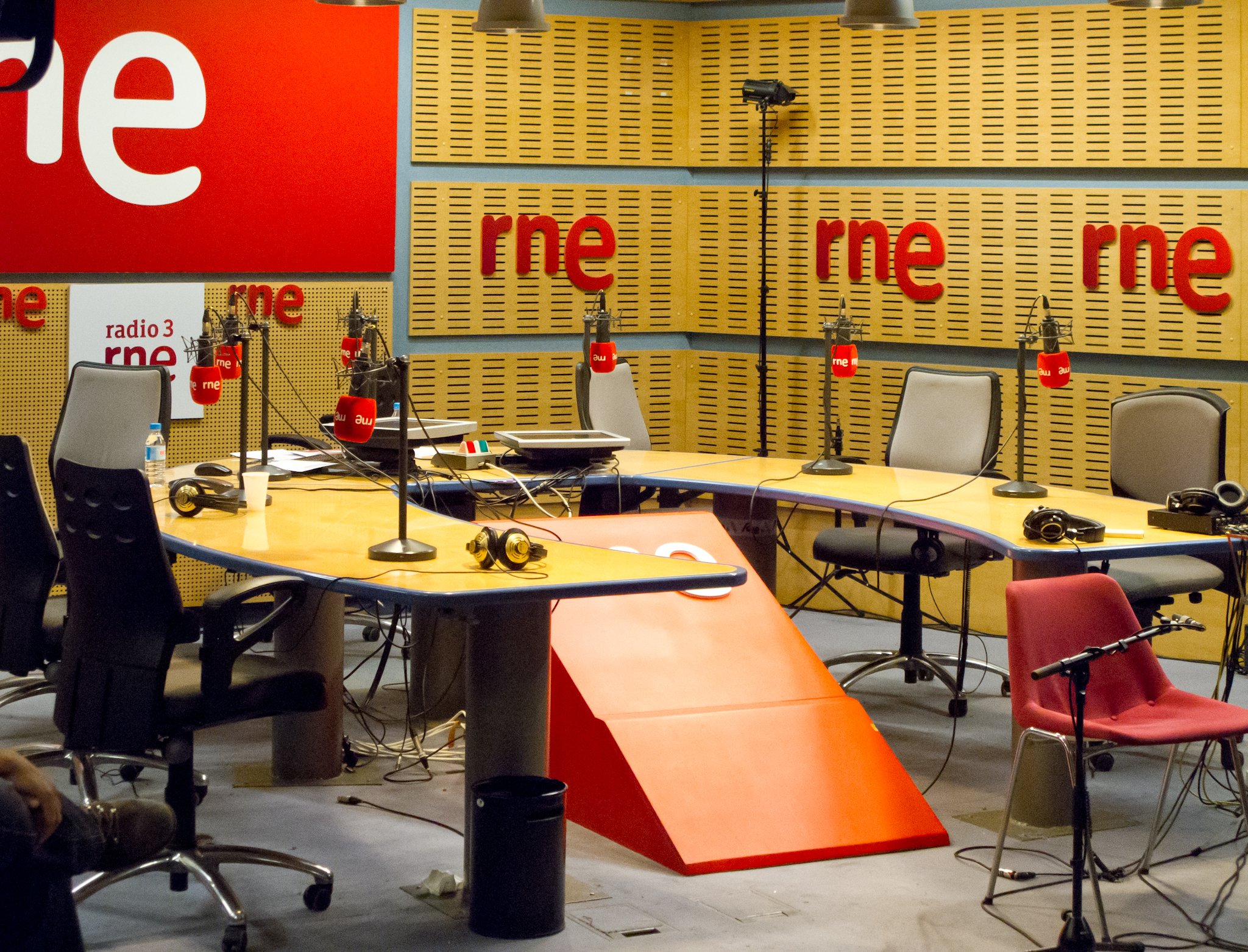
Uno de los estudios de Radio Nacional de España, en Prado del Rey.

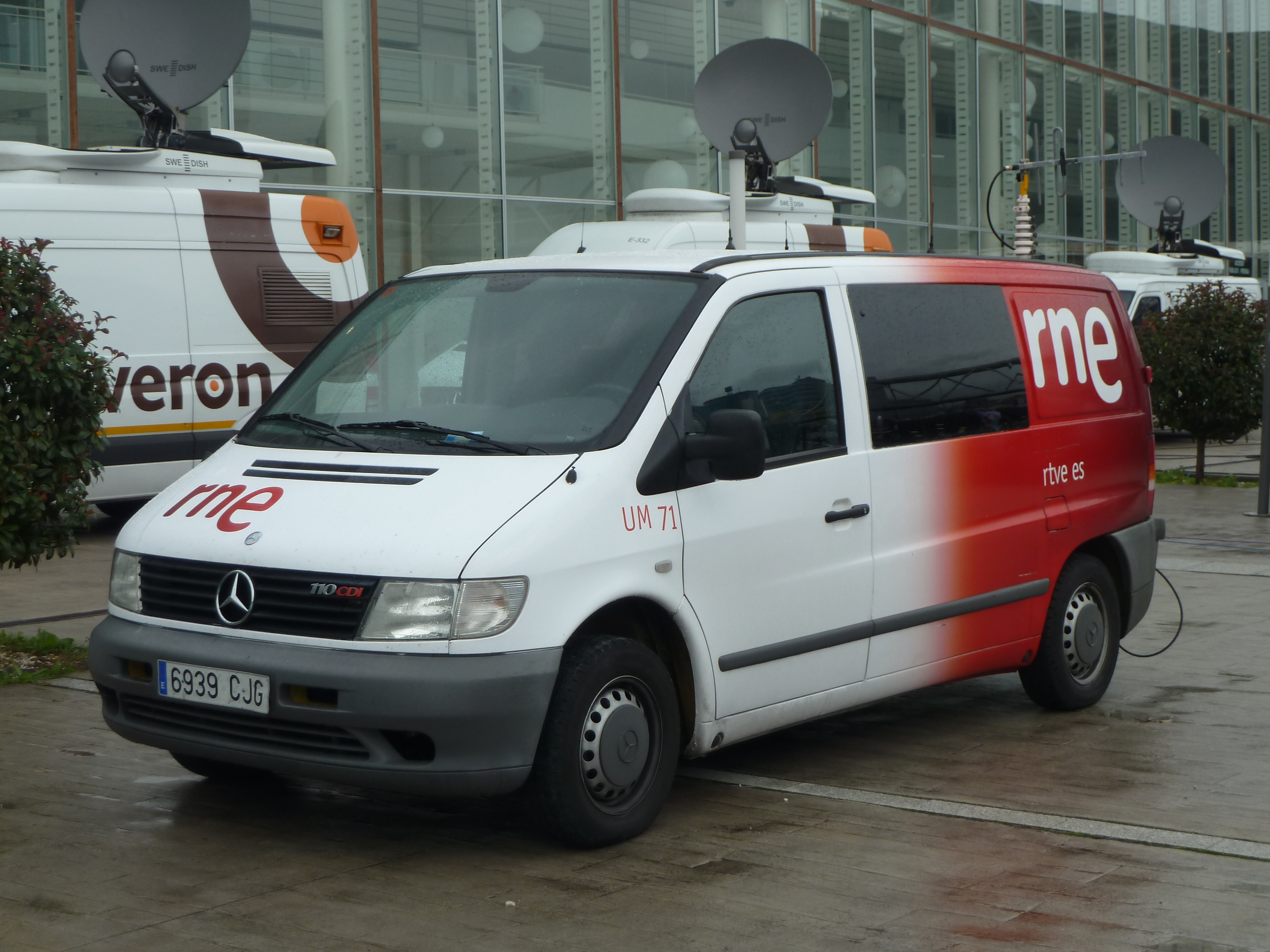
Unidad móvil de Radio Nacional de España.

## Listado de directores
| Dirección                                | Inicio | Final    |
| ---------------------------------------- | ------ | -------- |
| Emilio Díaz Ferrer y Gascón              | 1936   | 1937     |
| Jacinto Miquelarena Regueiro             | 1937   | 1938     |
| Manuel Arias Paz                         | 1938   | 1938     |
| Antonio Tovar Llorente                   | 1938   | 1939     |
| José Rodiles Pascual                     | 1939   | 1941     |
| Ismael Herraiz Crespo                    | 1941   | 1943     |
| Luis Gutiérrez de Ojesto Sánchez-Ventura | 1943   | 1943     |
| José Antonio Pérez Torreblanca           | 1943   | 1943     |
| Enrique Thomas de Carranza y Luque       | 1943   | 1943     |
| Lucio del Álamo Urrutia                  | 1943   | 1946     |
| Ginés de Albareda Herrera                | 1946   | 1952     |
| Manuel García-Durán y Parages            | 1952   | 1958     |
| Luis Ezcurra Carrillo                    | 1958   | 1964     |
| Manuel Aznar Acedo                       | 1964   | 1972     |
| Salvador Pons Muñoz                      | 1972   | 1975     |
| Rafael Ramos Losada                      | 1975   | 1976     |
| Francisco Ruiz de Elvira Hidalgo         | 1976   | 1978     |
| Luis Ángel de la Viuda Pereda            | 1978   | 1981     |
| Eduardo Sotillos Palet                   | 1981   | 1981     |
| Ramón Villot y Villot                    | 1981   | 1981     |
| Homero Valencia Benito                   | 1982   | 1982     |
| Fernando González Delgado                | 1982   | 1986     |
| Eduardo Sotillos Palet                   | 1986   | 1988     |
| Agustí Farré i Rigo                      | 1988   | 1989     |
| Enric Sopena Daganzo                     | 1989   | 1990     |
| Fernando González Delgado                | 1990   | 1991     |
| José Manuel Diego Carcedo                | 1991   | 1996     |
| Eduardo Javier González Ferrari          | 1996   | 1998     |
| Diego Armario López                      | 1998   | 2000     |
| María Jesús Chao Álvarez de Sierra       | 2000   | 2002     |
| José Antonio Sentís Castaño              | 2002   | 2004     |
| Pedro María Piqueras Gómez               | 2004   | 2006     |
| Francisco Javier Arenas Ramírez          | 2006   | 2007     |
| Santiago González Suárez                 | 2007   | 2010     |
| Benigno Moreno Castaño                   | 2010   | 2012     |
| Manuel Adrián Ventero Velasco            | 2012   | 2013     |
| Alfonso Nasarre Goicoechea               | 2013   | 2018     |
| María Paloma Zuriaga Abril               | 2018   | 2020     |
| Ignacio Elguero de Olavide               | 2020   | 2021     |
| Roberto Santamaría Gómez                 | 2024   | Presente |

## Listado de directores de informativos
| Dirección                         | Inicio | Final    |
| --------------------------------- | ------ | -------- |
| José Luis Echarri Gamundi         | 1960   | 1970     |
| Francisco Ruiz de Elvira Hidalgo  | 1970   | 1976     |
| José Luis Echarri Gamundi         | 1981   | 1981     |
| Manuel Gómez Ortiz                | 1981   | 1982     |
| Julio de Benito Torrente          | 1983   | 1984     |
| Antonio Martín Benítez            | 1984   | 1985     |
| Magdalena Aznárez Torralvo        | 1985   | 1986     |
| José Cavero Jáñez                 | 1986   | 1989     |
| Antonio San José Pérez            | 1989   | 1993     |
| José Antonio Martín Morán         | 1993   | 1996     |
| Diego Armario López               | 1996   | 1998     |
| Alberto Martínez Arias            | 1998   | 2000     |
| Manuel Adrián Ventero Velasco     | 2000   | 2004     |
| Francisco Javier Arenas Ramírez   | 2004   | 2006     |
| María del Carmen del Cerro Seoane | 2006   | 2008     |
| Francisco Medina Ortega           | 2008   | 2010     |
| Carlos Guerrero Martínez          | 2010   | 2012     |
| Juan de Ribera Fernández Vegue    | 2012   | 2013     |
| Alberto Martínez Arias            | 2013   | 2018     |
| José Raúl Heitzmann Zamora        | 2018   | 2020     |
| María del Carmen del Cerro Seoane | 2020   | 2024     |
| Cristina Bravo Santos             | 2024   | 2024     |
| Oscar Torres González             | 2025   | Presente |

## La cadena generalista de RNE: Radio Nacional
Radio Nacional (denominada oficialmente Radio 1 hasta 2008) es la cadena pública generalista de radio, perteneciente a la Corporación RTVE, de la que es la principal de sus seis emisoras. Es una cadena de ámbito nacional, que puede escucharse en todo el territorio español, así como en el resto de la península ibérica, además de en regiones fronterizas con Francia y territorios del África del Norte que formaron parte de Protectorado español de Marruecos como Ifni o el Sahara español. Además, desde 2013, la página web de la emisora permite a través de cámaras web observar los estudios y la realización de algunos programas en directo.
La directora de Radio Nacional es María Elena Gómez Sánchez desde julio de 2020.
Según el Estudio General de Medios, el estudio que sirve en las emisoras de radio para la contabilización de las audiencias, Radio Nacional contaba en julio de 2022 con 997000 oyentes, siendo la octava cadena de radio española.
Bajo el eslogan de RNE La que quieres, la programación de la principal cadena del grupo de emisoras hermanas se desarrolla en programas deportivos (con Radiogaceta de los deportes y Tablero deportivo), culturales (El ojo crítico o La estación azul), informativos (con España a las 6, 7, 8 y 9 —integrado en el magacín matinal Las mañanas de RNE—, 14 horas y 24 horas) y magacines (como Las tardes de RNE, De película, No es un día cualquiera, La sala y Espacio en blanco).
Desde el día 13 de febrero de 2024, la cadena empieza sus emisiones en el sistema DAB+. Estas emisiones se suman a las del sistema antiguo DAB en Barcelona y Madrid, donde ya emitía con anterioridad. Además, las emisiones en DAB+se inician en otras ciudades del territorio nacional (ver listado de frecuencias DAB/DAB+ más abajo).

## Frecuencias

### FM

#### Andalucía
- Algeciras: 105.0 FM
- Almería: 100.9 FM
- Almonaster la Real: 88.4 FM
- Antequera: 89.0 FM
- Baza: 92.6 FM
- Cabra: 95.1 FM
- Cádiz: 103.5 FM
- Córdoba: 92.2 FM
- El Ejido: 105.6 FM
- Granada: 104.2 FM
- Granada/Íllora: 103.0 FM
- Huelva: 95.6 FM
- Huércal-Overa: 91.2 FM
- Jaén: 105.4 FM
- Málaga: 106.6 FM
- Ronda: 106.1 FM
- Santa Eufemia: 88.5 FM
- Sevilla: 91.2 FM
- Sierra de Lújar: 96.7 FM
- Torrox: 89.1 FM

#### Andorra
- Andorra la Vieja: 106.8 FM

#### Aragón
- Alcañiz: 89.5 FM
- Arguis: 103.9 FM
- Barbastro: 89.6 FM
- Caspe: 90.2 FM
- Ejea de los Caballeros: 94.8 FM
- Fraga: 95.0 FM
- La Muela: 94.5 FM
- Montalbán: 90.5 FM
- Peracense: 88.3 FM
- Santa Cruz de la Serós: 103.7 FM
- Sierra de Javalambre: 100.1 FM
- Sierra de Vicort: 89.4 FM
- Teruel: 104.7 FM
- Zaragoza: 104.4 FM

#### Asturias
- Avilés: 100.0 FM
- Boal: 93.2 FM
- Cangas del Narcea: 97.2 FM
- Cangas de Onís: 88.8 FM
- Gijón: 99.2 FM
- Llanes: 106.1 FM
- Luarca: 96.8 FM
- Oviedo: 89.4 FM
- Panes: 93.9 FM
- Quirós: 102.5 FM
- San Martín del Rey Aurelio: 88.3 FM
- San Antolín de Ibias: 95.8 FM
- Villanueva de Oscos: 89.7 FM

#### Canarias
- Antigua: 92.6 FM
- Arrecife: 92.5 FM
- El Paso: 102.7 FM
- Fuencaliente de La Palma: 92.9 FM
- Haría: 99.6 FM
- La Frontera: 92.5 FM
- Las Palmas de Gran Canaria: 92.8 FM
- Los Cristianos: 105.6 FM
- Maspalomas: 88.5 FM
- Observatorio del Teide: 92.3 FM
- Puerto del Rosario: 94.6 FM
- Santa Cruz de La Palma: 90.8 FM
- Santa Cruz de Tenerife: 94.8 FM
- Vallehermoso: 94.3 FM
- Valverde: 101.2 FM

#### Cantabria
- Castro Urdiales: 89.2 FM
- Guriezo: 88.7 y 89.9 FM
- Potes: 94.5 FM
- Puentenansa: 88.1 FM
- Reinosa: 89.0 FM
- Santander: 96.9 FM
- Torrelavega: 99.5 FM
- Valderredible: 90.8 FM

#### Castilla-La Mancha
- Albacete: 91.8 FM
- Alcaraz: 87.6 FM
- Algora: 87.6 FM
- Almansa: 91.2 FM
- Campillo de Altobuey: 91.1 FM
- Ciudad Real: 95.7 FM
- Cuenca: 105.6 FM
- Guadalajara: 103.7 FM
- Hellín: 97.5 FM
- Herencia: 101.0 FM
- Higueruela: 95.8 FM
- La Almarcha: 89.5 FM
- Molina de Aragón: 90.4 FM
- Munera: 94.0 FM
- Priego: 94.4 FM
- Puebla de Almenara: 99.7 FM
- Puertollano: 93.1 FM
- Segurilla: 97.8 FM
- Sigüenza: 92.2 FM
- Talavera de la Reina: 97.8 FM
- Toledo: 102.0 FM
- Valdepeñas: 92.6 FM

#### Castilla y León
- Aranda de Duero: 90.0 FM
- Arenas de San Pedro: 102.4 FM
- Ávila: 87.6 FM
- Béjar: 99.9 FM
- Bembibre: 103.3 FM
- Benavente: 87.8 FM
- Burgos: 93.6 FM
- Cervera de Pisuerga: 88.6 FM
- Covaleda: 90.5 FM
- El Barco de Ávila: 89.2 FM
- El Burgo de Osma: 96.1 FM
- El Cabaco: 102.9 FM
- Espinosa de los Monteros: 92.2 FM
- Guardo: 89.8 FM
- León: 97.1 FM
- Medinaceli: 95.5 FM
- Miranda de Ebro: 89.7 FM
- Ólvega: 90.0 FM
- Palencia: 91.8 FM
- Peña de Francia: 102.9 FM
- Puebla de Sanabria: 93.8 FM
- Salamanca: 94.5 FM
- San Leonardo de Yagüe: 92.4 FM
- San Pedro Manrique: 94.8 FM
- Segovia: 97.0 FM
- Soria: 89.7 FM
- Valladolid: 97.3 FM
- Valle de Mena: 91.0 FM
- Villablino: 98.1 FM
- Villadiego: 104.9 FM
- Villafranca del Bierzo: 90.9 FM
- Zamora: 101.8 FM

#### Cataluña
- Barcelona: 88.3 FM
- Bosost: 94.4 FM
- Collsuspina: 99.2 FM
- Gerona: 93.3 FM
- Igualada: 89.4 FM
- Lérida: 94.6 FM
- Manresa: 94.3 FM
- Olot: 93.8 FM
- Palamós: 98.2 FM
- Pont de Suert: 88.2 FM
- Puigcerdá: 104.0 FM
- Roquetas: 104.3 FM
- San Pedro de Ribas: 101.3 FM
- Solsona: 89.0 FM
- Soriguera: 99.9 FM
- Tarragona/Reus: 106.5 FM
- Valle de Arán: 92.2 FM
- Viella y Medio Arán: 90.0 FM

#### Ceuta
- Ceuta: 97.2 FM

#### Comunidad de Madrid
- Collado Villalba: 104.9 FM
- Madrid: 88.2 FM

#### Comunidad Valenciana
- Alcoy: 95.8 FM
- Alicante: 105.2 FM
- Benidorm: 87.6 FM
- Castellón de la Plana: 89.3 FM
- Confrides: 104.8 FM
- Elda: 93.9 FM
- Jeresa: 97.4 FM
- Onteniente: 100.7 FM
- Santa Pola: 92.5 FM
- Utiel: 98.1 FM
- Valencia: 89.8 FM
- Villena: 90.7 FM

#### Extremadura
- Badajoz: 94.9 FM
- Cáceres: 95.1 FM
- Llerena: 89.0 FM
- Mérida: 91.1 FM
- Montánchez: 105.3 FM
- Plasencia: 88.6 FM
- Zafra: 96.1 FM

#### Galicia
- Carballo: 95.7 FM
- Castrelo del Valle: 90.7 FM
- El Barco de Valdeorras: 94.7 FM
- La Coruña: 100.4 FM
- Lugo: 101.7 FM
- Finisterre: 103.3 FM
- Orense: 100.6 FM
- Parada de Sil: 102.8 FM
- Piedrafita del Cebrero: 89.4 FM
- Pontevedra: 102.9 FM
- Ribadeo: 90.1 FM
- Santiago de Compostela: 103.1 FM
- Sierra del Gistral: 89.5 FM
- Vigo: 90.1 FM
- Vimianzo: 87.7 FM
- Vivero: 92.0 FM

#### Islas Baleares
- Alcudia: 93.2 FM
- Buñola/Mallorca: 90.1 FM
- San José/Ibiza: 101.6 FM
- Mercadal/Menorca: 94.6 FM

#### La Rioja
- Calahorra: 87.6 y 102.5 FM
- Cervera del Río Alhama: 94.7 FM
- Logroño: 102.0 FM

#### Melilla
- Melilla: 97.7 FM

#### Navarra
- Bozate: 88.3 FM
- Estella: 89.0 FM
- Irañeta: 96.7 FM
- Isaba: 90.3 FM
- Lapoblación: 95.4 FM
- Leiza: 102.2 FM
- Lesaca: 90.6 FM
- Monasterio de Leyre: 88.6 FM
- Monreal: 106.1 FM
- Ochagavía: 102.3 FM
- Pamplona: 104.8 FM
- Roncesvalles: 89.6 FM
- Tudela: 100.9 FM
- Zudaire: 101.7 FM

#### País Vasco
- Beasáin: 100.2 FM
- Bermeo: 105.9 FM
- Bilbao: 100.7 FM
- Cenarruza-Puebla de Bolívar: 106.4 FM
- Éibar: 92.9 FM
- Irún/Jaizquíbel: 104.7 FM
- Legazpia: 94.1 FM
- San Sebastián: 87.6 FM
- Tolosa: 101.9 FM
- Vergara: 88.7 FM
- Vitoria: 92.5 FM

#### Región de Murcia
- Águilas: 95.7 FM
- Caravaca de la Cruz: 94.7 FM
- Cartagena: 102.9 FM
- Cieza: 91.0 FM
- Jumilla: 89.1 FM
- Ricote: 94.1 FM
- Sierra de Carrascoy: 101.7 FM
- Yecla: 88.8 FM

### AM

#### Andalucía
- Almería: 639 AM
- Cádiz: 747 AM
- Córdoba: 972 AM
- Granada: 774 AM
- Huelva: 855 AM
- Jaén: 621 AM
- Málaga: 729 AM
- Sevilla: 684 AM

#### Aragón
- Teruel: 855 AM
- Zaragoza: 639 AM

#### Asturias
- Boal: 693 AM
- Oviedo: 729 AM

#### Canarias
- Las Palmas de Gran Canaria: 576 AM
- Santa Cruz de Tenerife: 621 AM

#### Cantabria
- Santander: 855 AM

#### Castilla-La Mancha
- Albacete: 639 AM
- Ciudad Real: 801 AM
- Cuenca: 729 AM
- Socuéllamos: 864 AM
- Toledo: 693 AM

#### Castilla y León
- Ávila: 621 AM
- Burgos: 801 AM
- León: 774 AM
- Ponferrada: 855 AM
- Salamanca: 855 AM
- Soria: 774 AM
- Valladolid: 729 AM
- Zamora: 801 AM

#### Cataluña
- Barcelona: 738 AM 150 kW
- Gerona: 801 AM
- Lérida: 612 AM
- Tarragona/Reus: 885 AM
- Tortosa: 693 AM

#### Comunidad de Madrid
- Madrid: 585 AM 150 kW

#### Comunidad Valenciana
- Alicante: 729 AM
- Castellón de la Plana: 801 AM
- Valencia: 774 AM

#### Extremadura
- Badajoz: 648 AM
- Cáceres: 774 AM

#### Galicia
- La Coruña: 639 AM
- Lugo: 801 AM
- Monforte de Lemos: 972 AM
- Orense: 774 AM
- Pontevedra: 885 AM

#### Islas Baleares
- Palma de Mallorca: 621 AM

#### La Rioja
- Logroño: 729 AM

#### Melilla
- Melilla: 972 AM

#### Navarra
- Pamplona: 855 AM

#### País Vasco
- Bilbao: 639 AM 50 kW
- San Sebastián: 774 AM 50 kW
- Vitoria: 612 AM 10 kW

#### Región de Murcia
- Murcia: 855 AM

### DAB/DAB+
- Barcelona: 10A 209.936 MHz (DAB y DAB+)
- Bilbao, Pamplona, Oviedo y Santa Cruz de Tenerife: 10C 213.360 MHz (DAB+)
- Madrid: 9D 208.064 MHz (DAB y DAB+)
- Málaga: 9D 208.064 MHz (DAB+)
- Murcia: 9C 206.352 MHz (DAB+)
- Valencia, Castellón y Sevilla: 9A 202.928 MHz (DAB+)

### TDT
- Red de cobertura estatal: RGE1

## Imagen
La imagen corporativa de Radio Nacional de España no fue uniforme hasta 1981. A principios de los años 70 el logotipo era muy similar al de Televisión Española, con las siglas de la emisora compuestas con formas rectangulares. Cuando la emisora comenzó a publicitarse en medios en 1977 tras el fin de su monopolio informativo, se presentaron las siglas con la tipografía Helvética comprimida y en minúsculas, para finalmente unificar toda la imagen corporativa a partir del 4 de noviembre de 1981, cuando se lanzó un logotipo común para todas las emisoras que conformaban Radio Nacional de España. El diseño, obra del diseñador Jaime Agulló, está configurado por las siglas de la emisora unidas entre sí y en diagonal.
El nuevo manual de marca de la Corporación RTVE, creado por la empresa de branding SUMMA e introducido en agosto de 2008, también se aplicó a RNE. Los nuevos logotipos están compuestos en minúscula y con degradados rojos. Al igual que el resto de la imagen corporativa de la Corporación, la marca genérica de la emisora tiene la letra 'e' de mayor tamaño que las demás.

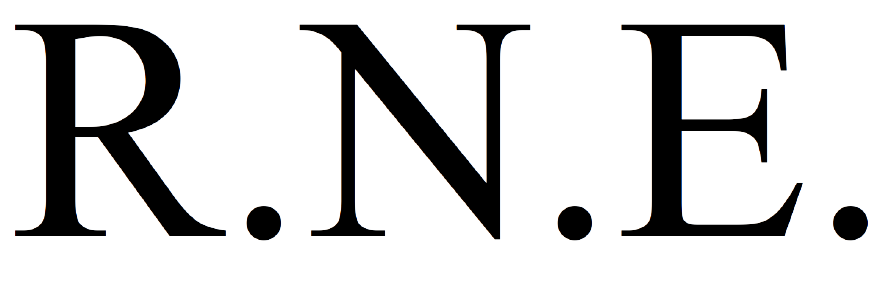
Logotipo de Radio Nacional de España entre el nacimiento oficial de TVE en 1956 y 1962.
Logotipo de Radio Nacional de España entre el cambio de logo de RTVE en 1962 y 1971.
Logotipo de Radio Nacional de España entre 1971 y 1976,[14][15] y entre 1978 y el 3 de noviembre de 1981.[16]
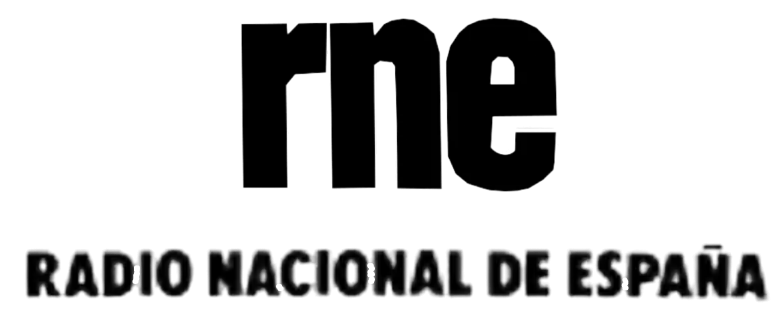
Logotipo de Radio Nacional de España de 1976 a 1978.
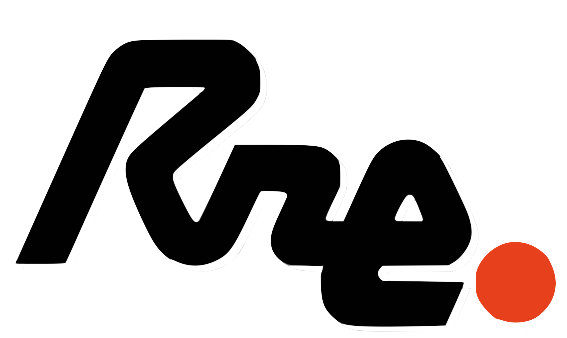
Logotipo de Radio Nacional de España del 4 de noviembre de 1981 a 2008.
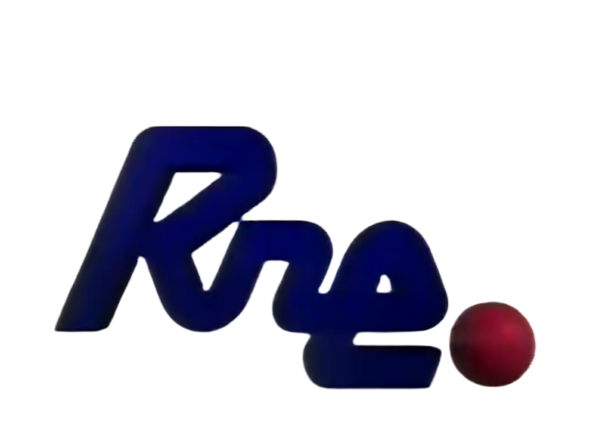
Versión azul del logotipo, utilizado durante la unificación de la imagen de las radios de RNE, entre 1989 a 1991
Logotipo de Radio Nacional de España de 2008 hasta hoy.

### Logotipos de RNE 1

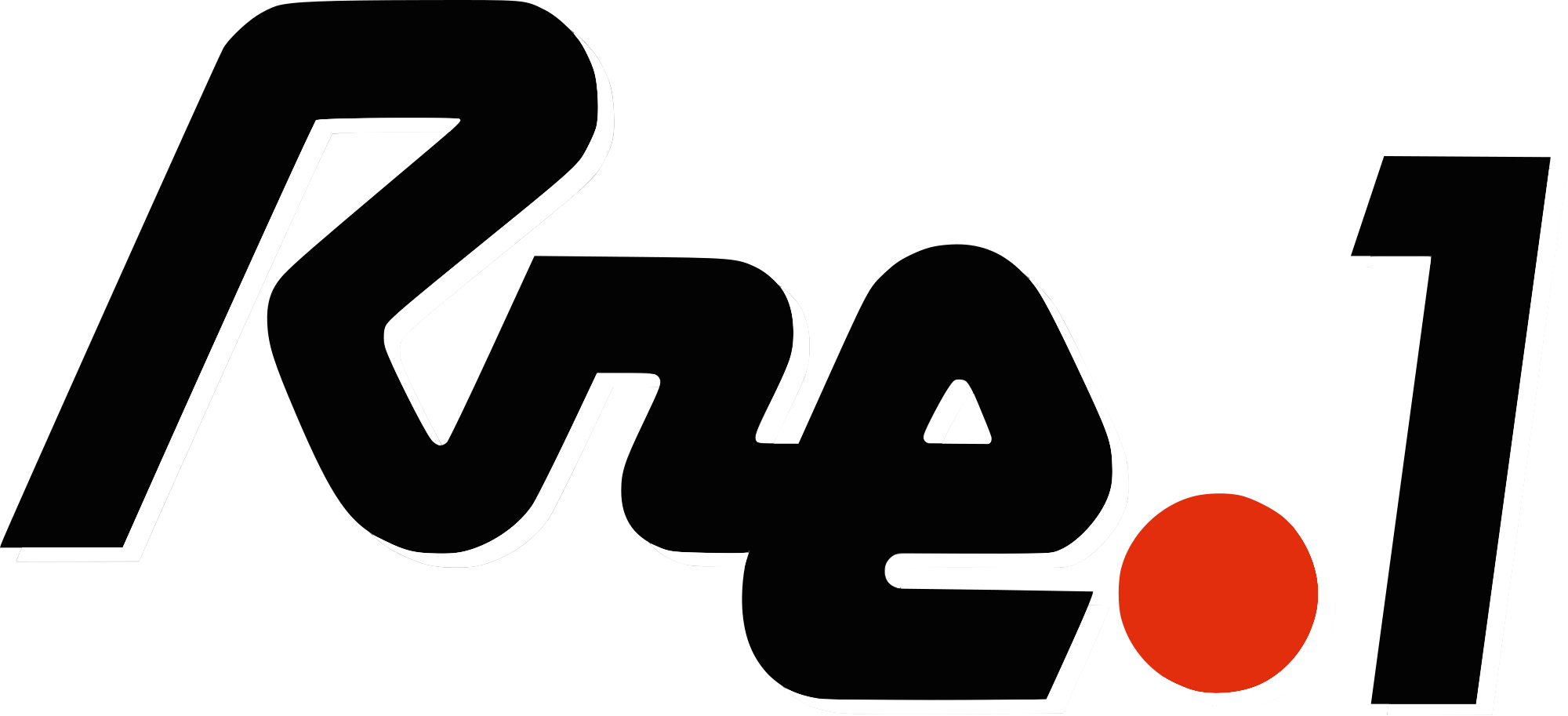
Logotipo de RNE 1 de 1988 a 1989 y de 1991 a 1999.
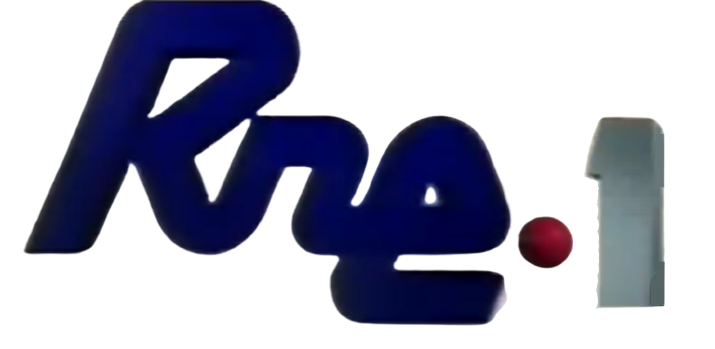
Logotipo de RNE 1 de 1989 a 1991.
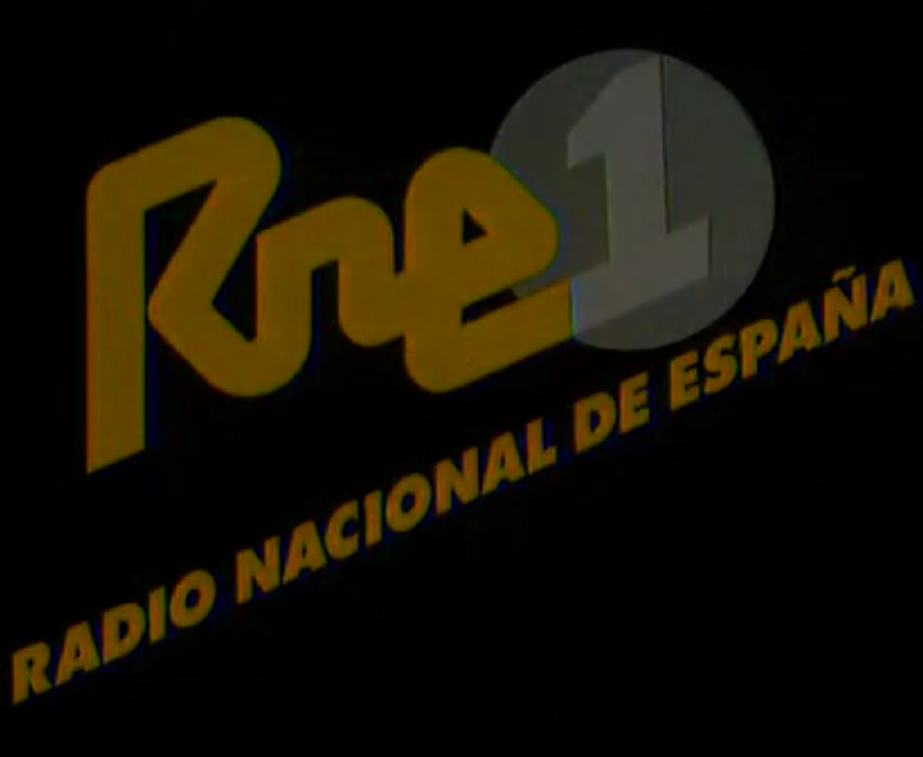
Logotipo de RNE 1 en 1991.